# 蔡济民

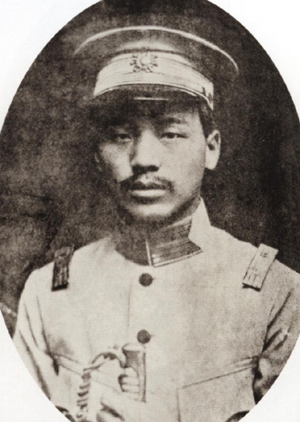

蔡济民（1887年—1919年）原名国桢，字幼襄（又作幼香），男，湖北黄陂人，中国民主革命家，武昌起义领导人。

## 生平

### 早年生涯
早年湖北常备军扩充时，蔡济民投军为清军湖北左协第一旗兵勇。湖北陆军特别小学堂选优秀且识字的士兵入该堂肄业，蔡济民被选中成为仁字斋学兵。由于操课优良，故一年便升为司务长，后又升为陆军第八镇第十五协二十九标二营后队排长。
蔡济民是日知会会员。共进会成立时，加入共进会。因素来同蒋翊武、王宪章、张廷辅友好，故又是文学社成员。查光佛介绍蔡济民加入了中国同盟会，蔡济民任中国同盟会湖北分会参议部长。文学共进联合大会上，他被推选为参议长，地位仅次于孙武、蒋翊武两人。
蔡济民在二十九标组织军队同盟，规定入盟者不论加入何会、社，均要接受该同盟的统一调度。蔡济民任标代表，高尚志任副代表，同盟下设交际、宣传、登记、军备、庶务五个组，各派专人负责，各营、队、排均设代表。

### 武昌起义
1911年10月10日武昌起义时，听到工程营熊秉坤、金兆龙等人首先鸣枪后，蔡济民带领二十九标起义士兵率先冲出营门，赶往楚望台。由于当时革命黨的重要幹部幾乎都不在場，或被斬（如劉復基），或患病（如刘仲文），或負傷（如孙武），或隐蔽（如蒋翊武），革命军总司令部原有的21名干部中，起义时在武昌参加战斗的仅剩下两个人即吴醒汉和时任陆军第八镇第十五协二十九标二营后队排长的蔡济民，故蔡济民、吴兆麟以及工程营的熊秉坤成为武昌起义当晚的领导核心，领导起义部队攻取了湖广总督轅門。
中华民国军政府鄂军都督府成立后，蔡济民主持谋略处，辅佐黎元洪。10月16日阅马场誓师，蔡济民登台演说。10月17日，蔡济民率部渡过长江，在刘家庙击败清军。同牟鸿勋、苏成章、谢石钦、甘绩熙等人担任各部总稽查。阳夏战争中，蔡济民兼任总司令部副部官长（总帅下设参、副两部长）。南北议和后，孙武赴上海，特请黎元洪举蔡济民代理军务部部务。孙武回到湖北后，请黎元洪真除蔡济民为军务部部长，蔡济民推辞，仍回任各部总稽查。为抚恤伤兵，蔡济民创办了「铁血伤军毕血会」，并出任会长。蔡济民还创办了烈士遗孤教养所，以抚育烈士遗孤。

### 革命遇害
民国元年（1912年）2月27日，武昌发生了“倒孙运动”，孙武被迫出走。军务司长由哗变的士兵举曾广大接任，但曾广大被拒，最后由蔡济民接任。1912年9月，蔡济民率武昌起义将士赴北京请愿，北京临时参议院于1912年9月28日全票通过一项决议，以武昌起义日为中华民国国庆日（俗称“双十节”）。改进团马队哗变发生后，黎元洪欲严厉惩办，后经蔡济民劝说，千人获得保全。袁世凯电调蔡济民赴北京，但蔡济民一直留在湖北。1912年10月，北京政府授其陆军中将、勋二位，调赴北京，蔡济民坚辞不赴，在杭州养病。
1913年二次革命失败后，蔡济民潜赴日本，加入中华革命党。1915年4月，孙中山任命蔡济民为湖北讨袁军司令长官。1916年，黎元洪继任大总统后，电邀蔡济民到北京，任命为总统府顾问，并补行授勋典礼。1917年，孙中山在广州建立护法军政府，任命蔡济民为鄂军总司令。牟鸿勋、苏成章在利川起兵后，遥奉蔡济民为总司令，并电请蔡济民即日前往主持。蔡济民遂同张祝南、苏成章、严开勋、蔡以贞等四十多人自上海经武汉、长沙、常德来到军中。
1919年1月中旬，方化南借故赴万县，以参谋长吴清熙代折代行。方化南暗中命吴清熙挑衅，勾结东边的唐克明和西边的土匪，于1月26日拂晓进攻利川的蔡济民的总司令部，蔡济民当场遭枪击身亡，享年33岁。和蔡济民一同在利川遇害的共30多人。

### 身后事宜

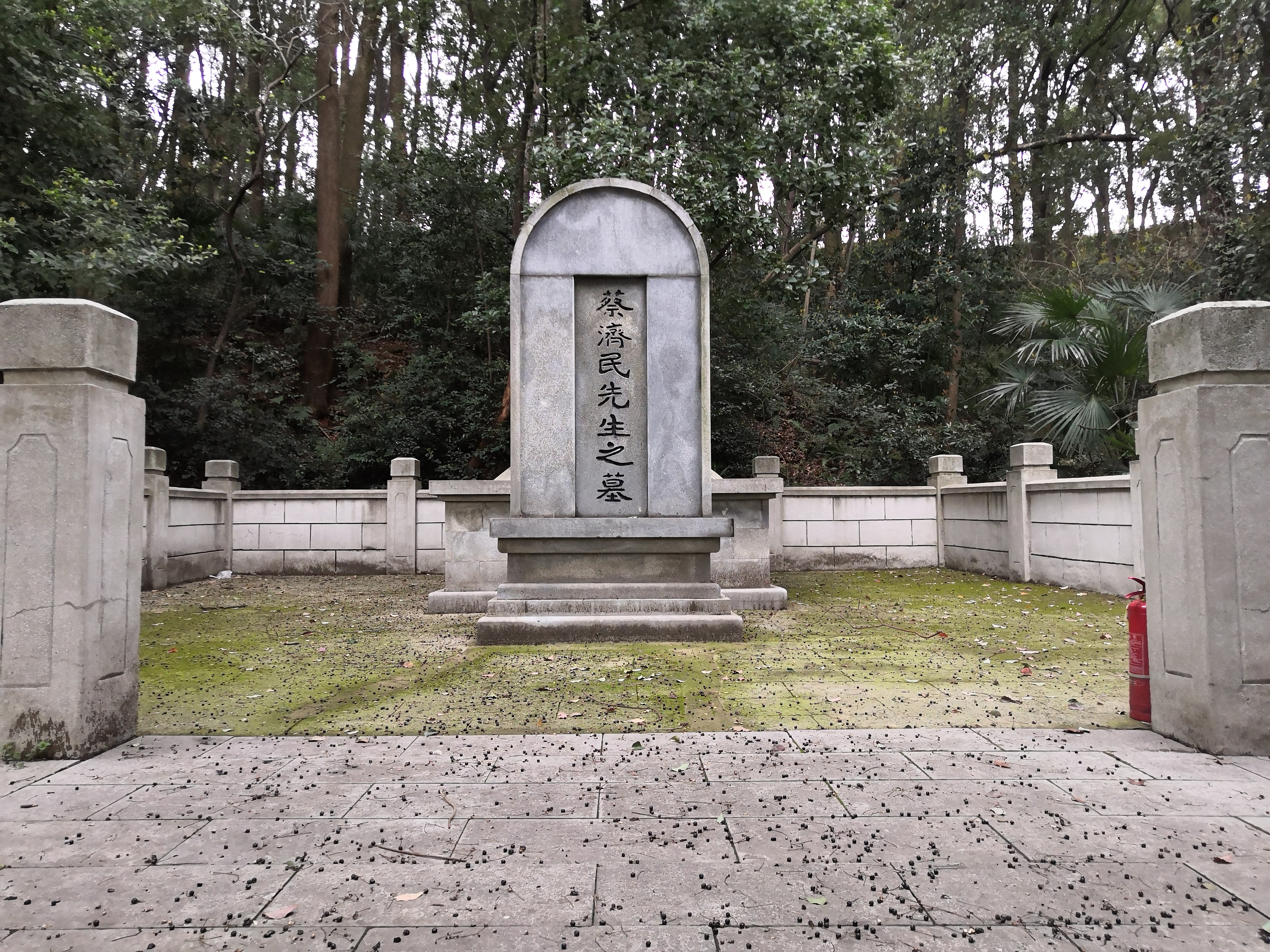
蔡济民墓

蔡济民等人遇害后，众人公推董用威（董必武）、张祝南代表鄂西靖国军经武昌到上海，向大元帅孙中山报告该事件，请孙中山惩凶。孙中山命在施南的柏文蔚、吴醒汉“兄等力如能及，则声罪致讨，加以惩治”。但当时因孙中山未掌握足够的军队，所以惩凶未能实施。
时任陆海军总裁大元帅府秘书长胡汉民撰写《故勋二位陆军中将鄂西靖国军总司令蔡公济民传》。1922年，黎元洪再次出任大总统，追赠蔡济民、刘公为陆军上将。1927年，国民革命军攻克武汉，湖北省政府决议公葬蔡济民于武昌伏虎山北麓卓刀泉，并在墓前立碑，章炳麟撰写了《勋二位陆军上将蔡君墓誌铭》：
呜呼，中华民国之起，岂容易哉？始以十数烈士，祼股肱，决肝脰以争，而亡小效，回洑七八年，逎有武昌倡义之事，其军中能者，则以黄陂蔡君为枭，然起于什伯之长，非有连营巨屯为之藉也。奋其虓阚，而虏帅辟易，江汉以清，于是民国始有营垗。君之功，汉二十八将侪也。宜充将帅，填安封畿……
1951年，湖北省人民政府主席李先念为蔡济民之孙蔡礼贤颁发了《革命军人牺牲证明书》。1981年，纪念辛亥革命七十周年前夕，人民政府重建了文化大革命期间遭到毁损的湖北省文物保护单位蔡济民墓。2006年、2011年，该墓先后两次维修。